# Helicoverpa ochracea
Helicoverpa ochracea är en fjärilsart som beskrevs av Cockerell 1889. Helicoverpa ochracea ingår i släktet Helicoverpa och familjen nattflyn. Inga underarter finns listade i Catalogue of Life.